# Divizia B 1993-1994
În sezonul fotbalistic 1993-94 are loc a 54-a ediție a competiției numită Divizia B.
Acesta a fost ultimul sezon din România când a fost folosit sistemul de punctaj cu 2 puncte pentru victorie.

### Seria II
- Play-off retrogradare: Phoenix Baia-Mare - Metalul Bocșa 2 - 1

## Golgheteri Seria 1
- Gabriel Mărgărit - Faur București - 10
- Daniel Baston - Gloria CFR Galați - 8
- Mircea Stanciu - ASA Târgu Mureș - 5

## Golgheteri Seria 2
- Marius Păcurar - Corvinul Hunedoara - 11
- Cristian Coroian - CFR Cluj - 9
- Attila Piroșka - CFR Cluj - 6